# Quirina

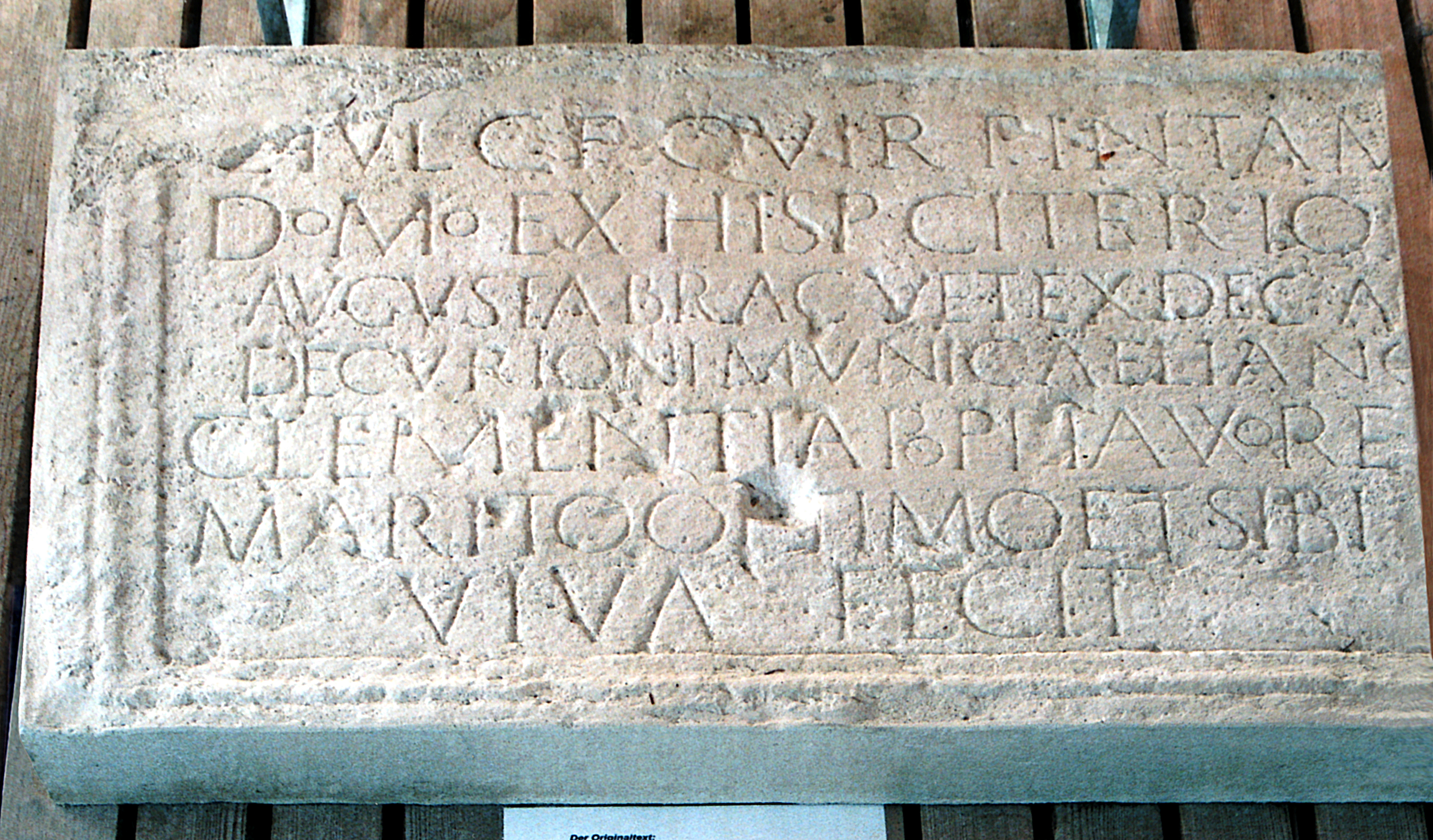
Inscrição funerária da Villa de Leutstetten (Stadt Starnberg, Alta Baviera, Alemanha) dedicada ao decurião da III Coorte de Cavalaria dos Brácaros Augustanos (Cohors III Bracaraugustanorum equitata), Públio Júlio Pintamo, natural de Brácara Augusta membro da tribo Quirina.
Inscrição: [D(is) M(anibus)] / P(ublio) Iul(io) C(ai) f(ilio) Quir(ina) Pintam[o] / domo ex Hisp(ania) citerio[re] / Augusta Brac(ara) vet(erano) ex dec(urione) a[lae] / decurioni munic(ipii) Aeli Anto[---] / Clementia Po(m)peia uxo[r eius] / marito optimo et sibi [---] / viva fecit
Tradução: Públio Júlio Pintamo, filho de Gaio, da tribo Quirina, veterano de Brácara Augusta na província da Hispânia Citerior. Serviu como capitão de cavalaria numa unidade equestre e como vereador da cidade de Élia Anto [...]. Sua esposa Clemência Pompeia ergueu este túmulo para seu óptimo marido e para si mesmo, durante sua vida

A tribo Quirina é uma das 35 tribos romanas, à qual todo cidadão romano devia pertencer para poder exercer o seu direito de voto na assembleia tribal ou seja nas assembleias tribais. Era considerada uma tribo rural, em comparação com as quatro tribos urbanas (Colina, Esquilina. Palatina e Suburana). Foi uma das últimas criadas durante a República, para poder incorporar os Sabinos ao estado romano em 241 a. C., , juntamente com a tribo Velina. O seu âmbito territorial percorria a Via Salária, com o seu centro em Rieti . 
A partir de Augusto, com a instauração do Império, a vida das assembleias romanas começou a descair, a deixar de ser convocada sob Tibério, perdendo os seus poderes a favor do Senado, e sendo suprimidas por Trajano, embora durante os primeiros três séculos do Império, todos os cidadãos romanos tinham que pertencer a uma tribo. 
A tribo Quirina foi escolhida por Vespasiano para atribuir a todos os hispânicos que, em virtude do Édito de Latinidade de 74, adquiriam à cidadania romana depois de terem exercido alguma magistratura nos novos municípios flavianos da Hispânia, que gozavam do ius latii minor.  Desta forma, viu-se o aparecimento do nome da tribo Quirina nas inscrições de indivíduos naturais de cidades que  tinha o estatuto de município flaviano. Dessas cidades podemos citar: Brácara Augusta, Brigêncio, Lância, Limícoro, Águas Flávias.